# Bitten (série télévisée)
Pour les autres significations, voir Bitten.
Bitten, ou Morsure au Québec, est une série télévisée canadienne en 33 épisodes de 42 minutes basée sur la série de romans Les Femmes de l'Autremonde (Women of the Otherworld) de Kelley Armstrong, diffusée entre le 11 janvier 2014 et le 15 avril 2016 sur Space et entre le 13 janvier 2014 et le 25 avril 2016 sur Syfy aux États-Unis.
Au Québec, la série est diffusée depuis le 24 novembre 2014 sur Ztélé. Dans tous les autres pays francophones, elle a été diffusée entre le 20 janvier 2017 et le 31 mars 2017 sur Netflix.

## Synopsis
Elena a trouvé l'équilibre, malgré les deux vies qu'elle mène ; l'une en tant que loup et l'autre en tant que photographe de mode à Toronto avec le petit ami parfait. Mais non loin de là, à Stone haven, ferme qui a servi de sanctuaire à une meute de loups depuis des générations, une nouvelle victime va attirer l'attention de la meute. La meute va alors faire appel à tous ses membres, qui vivent leurs vies chacun de leur côté, y compris Elena, la meilleure traqueuse du clan et également la seule femme-loup.
Seulement, après un passé compliqué, elle ne veut pas retourner aider la meute lorsqu'ils font appel à elle mais un des membres dont elle est restée proche la convainc de les aider. Elena se retrouve coincée entre ses deux vies et doit mentir à Philip, le frère de sa meilleure amie, qui est aussi son petit ami, pour pouvoir retourner à Stonehaven où elle va être confrontée à la présence de l'ancien amour de sa vie, Clay, fils adoptif du chef de meute.

## Distribution

### Acteurs principaux
- Laura Vandervoort (VQ : Annie Girard) : Elena Michaels
- Greg Bryk (VQ : Gilbert Lachance) : Jeremy Danvers
- Greyston Holt (VQ : Adrien Bletton) : Clayton Danvers
- Steve Lund (VQ : Jean-Philippe Baril-Guérard) : Nick Sorrentino
- Paul Greene (en) (VQ : Frédérik Zacharek) : Philip McAdams (saison 1)
- Michael Xavier (VQ : Philippe Martin) : Logan Jonsen (saison 1 et 2)
- Tommie-Amber Pirie (VQ : Catherine Bonneau) : Paige Winterbourne, fille de Ruth (récurrente saison 2, principale saison 3)
- Genelle Williams (VQ : Kim Jalabert) : Rachel Sutton (récurrente saison 1 et 2, principale saison 3)

### Acteurs récurrents et invités
- Natalie Brown (VQ : Pascale Montreuil) : Diane McAdams (11 épisodes)
- Michael Luckett (VQ : Gabriel Lessard) : Daniel Santos (9 épisodes)
- Fiona Highet (VQ : Marika Lhoumeau) : Shérif Karen Morgan (8 épisodes)
- Kiara Glasco (VQ : Ludivine Reding) : Savannah Levine (8 épisodes)
- Tammy Isbell (es) (VQ : Julie Burroughs) : Ruth Winterbourne (8 épisodes)
- Daniel Kash (en) (VQ : Stéphane Rivard) : Roman Navikev (7 épisodes)
- Curtis Caravaggio : Thomas Leblanc (7 épisodes)
- Paulino Nunes (es) (VQ : François Godin) : Antonio Sorrentino (6 épisodes)
- James McGowan : James William (6 épisodes)
- Rafael Petardi (en) (VQ : Christian Perrault) : Konstantin Saranin (6 épisodes)
- Pascal Langdale (VQ : Patrice Dubois) : Karl Marsten (6 épisodes)
- Joel S. Keller : Peter Myers (4 épisodes)
- Noah Danby (en) (VQ : Patrick Chouinard) : Zachary Cain (4 épisodes)
- Sherry Miller : Olivia McAdams (4 épisodes)
- Patrick Garrow : Victor Olson (4 épisodes)
- Rogan Christopher : Deputy Paul O'Neil (4 épisodes)
- Evan Buliung (en) : Michael Braxton (4 épisodes)
- Noah Cappe (en) : Travis (4 épisodes)
- Chris Ratz : Jack (4 épisodes)
- Marc Bendavid : Scott Brandon (3 épisodes)
- Eve Harlow : Amber (3 épisodes)
- Elias Toufexis (VQ : Nicolas Charbonneaux-Collombet) : Joey Stillwell (3 épisodes)
- Kaitlyn Leeb : Amanda (2 épisodes)
- Natalie Lisinska : Sylvie (2 épisodes)
- Benjamin Ayres (en) : Jorge Sorrentino (2 épisodes)
- Ace Hicks : Becky McAdams (2 épisodes)
- John Ralston : Sasha Antonov
- Sofia Banzhaf : Katia Antonov
- Alex Ozerov (it) : Alexei Antonov

- Version française
  - Société de doublage : Technicolor Services Thomson
  - Direction artistique : Maël Davan-Soulas (saison 2) et Sébastien Reding (saison 1)

 Source et légende : version québécoise (VQ) sur Doublage.qc.ca

## Fiche technique
- Musique : Todor Kobakov
- Producteurs exécutifs : J.B. Sugar pour No Equal Entertainment, John Barbisan et Patrick Banister pour Hoodwink Entertainment.
- Producteurs exécutifs et showrunners : Daegan Fryklind et Grant Rosenberg
- Société de production : No Equal Entertainment, Hoodwink Entertainment et Entertainment One

## Production
Le 23 août 2012, Bell Media a commandé la série des studios No Equal Entertainment, Hoodwink Entertainment et Entertainment One.
En mars 2013, Laura Vandervoort a décroché le rôle principal, alors que Greyston Holt, Greg Bryk et Paul Greene ainsi que les acteurs de soutien sont annoncés un mois plus tard, et marquant le début de la production.
En septembre 2013, la chaîne américaine Syfy fait l'acquisition de la série.
Le 23 mai 2014, Space renouvelle la série pour une deuxième saison de dix épisodes, puis une semaine plus tard, Syfy renouvelle aussi.
Le 7 juin 2014 le réseau CTV commence à rediffuser la première saison de la série. Les saisons subséquentes ont été rediffusées sur CTV Two.
Le 6 août 2014, Space annonce le début de la production de la deuxième saison et l'ajout de nouveaux rôles : Tammy Isbell (Ruth Winterbourne), Tommie-Amber Pirie (Paige Winterbourne, fille de Ruth) et Kiara Glasco (Savannah Levine).
Le 22 mai 2015, Space renouvelle la série pour une troisième saison. Syfy confirme le renouvellement le 29 juin.
Le 9 décembre 2015, Space révèle la date de diffusion de la troisième saison, qui sera la dernière,.

## Épisodes

### Première saison (2014)
La première saison a été diffusée à partir du 11 janvier 2014 au Canada et du 13 janvier 2014 aux États-Unis.
1. Appel (Summons)
2. Prodigue (Prodigal)
3. Intrusion (Trespass)
4. Chagrin (Grief)
5. Mordue (Bitten)
6. Enragée (Committed)
7. Traque (Stalking)
8. Prisonnier (Prisoner)
9. Vengeance (Vengeance)
10. Descente (Descent)
11. Installation (Settling)
12. Cage (Caged)
13. Acceptation (Ready)

### Deuxième saison (2015)
La deuxième saison a été diffusée à partir du 7 février 2015 au Canada et du 17 avril 2015 aux États-Unis.
1. Mauvais sang (Bad Blood)
2. Tactique de la peur (Scare Tactics)
3. Les Dents de l'enfer (Hell's Teeth)
4. Viande morte (Dead Meat)
5. Trou de lapin (Rabbit Hole)
6. Neuf cercles (Nine Circles)
7. Mauvais rêves (Bad Dreams)
8. Arts sombres (Dark Arts)
9. La Fille au trésor (Scavenger's Daughter)
10. Fin de saison (Fine Temporum)

### Troisième saison (2016)
La troisième et dernière saison a été diffusée à partir du 12 février 2016 au Canada et du 15 février 2016 aux États-Unis.
Note : Les titres des épisodes peuvent être différents selon leurs pays de diffusion. Ainsi, ceux utilisés au Québec sont indiqués en premier, ceux des autres pays francophones sont indiqués en second.
1. La Famille, en quelque sorte / Une étrange famille (Family, of Sorts)[16]
2. Le Sang de notre sang / Leurs propre sang (Our Own Blood)
3. Quelqu'un sur qui compter / Juste derrière vous (Right Behind You)
4. Un bon chien / Antécédents (A Quiet Dog)
5. Un lourd fardeau / Révélations (Of Sonders Weight)
6. Un vent de colère / Le Règne de la colère (Rule of Anger)
7. Danger imminent / Au bord du gouffre (On the Brink)
8. Tili Tili Bom (Tili Tili Brink)
9. Tout remettre en cause / Révolution (Shock The System)
10. L'Heure de vérité / Moment de vérité (Truth, Changes, Everything)

## Accueil
Au Canada, le pilote diffusé un samedi soir a attiré 265 000 téléspectateurs.
Aux États-Unis, le pilote n'a attiré que 1,015 million de téléspectateurs, mais moins que la moitié auprès des 18 à 49 ans. Après le deuxième épisode, l'heure de diffusion est déplacée à 20 h, mais malgré tout, les audiences se tiennent sous la barre du million.
Le premier épisode de la deuxième saison a été vue par 401 000 téléspectateurs au Canada et 439 000 téléspectateurs aux États-Unis.